# Mariemont (Ohio)
Mariemont es una villa ubicada en el condado de Hamilton en el estado estadounidense de Ohio. En el Censo de 2010 tenía una población de 3403 habitantes y una densidad poblacional de 1.471,34 personas por km².

## Geografía
Mariemont se encuentra ubicada en las coordenadas 39°8′37″N 84°22′42″O / 39.14361, -84.37833. Según la Oficina del Censo de los Estados Unidos, Mariemont tiene una superficie total de 2.31 km², de la cual 2.24 km² corresponden a tierra firme y (3.25%) 0.08 km² es agua.

## Demografía
Según el censo de 2010, había 3403 personas residiendo en Mariemont. La densidad de población era de 1.471,34 hab./km². De los 3403 habitantes, Mariemont estaba compuesto por el 94.65% blancos, el 1.62% eran afroamericanos, el 0.21% eran amerindios, el 1.26% eran asiáticos, el 0.06% eran isleños del Pacífico, el 0.53% eran de otras razas y el 1.67% pertenecían a dos o más razas. Del total de la población el 1.59% eran hispanos o latinos de cualquier raza.